# Spaans olympisch voetbalelftal (mannen)

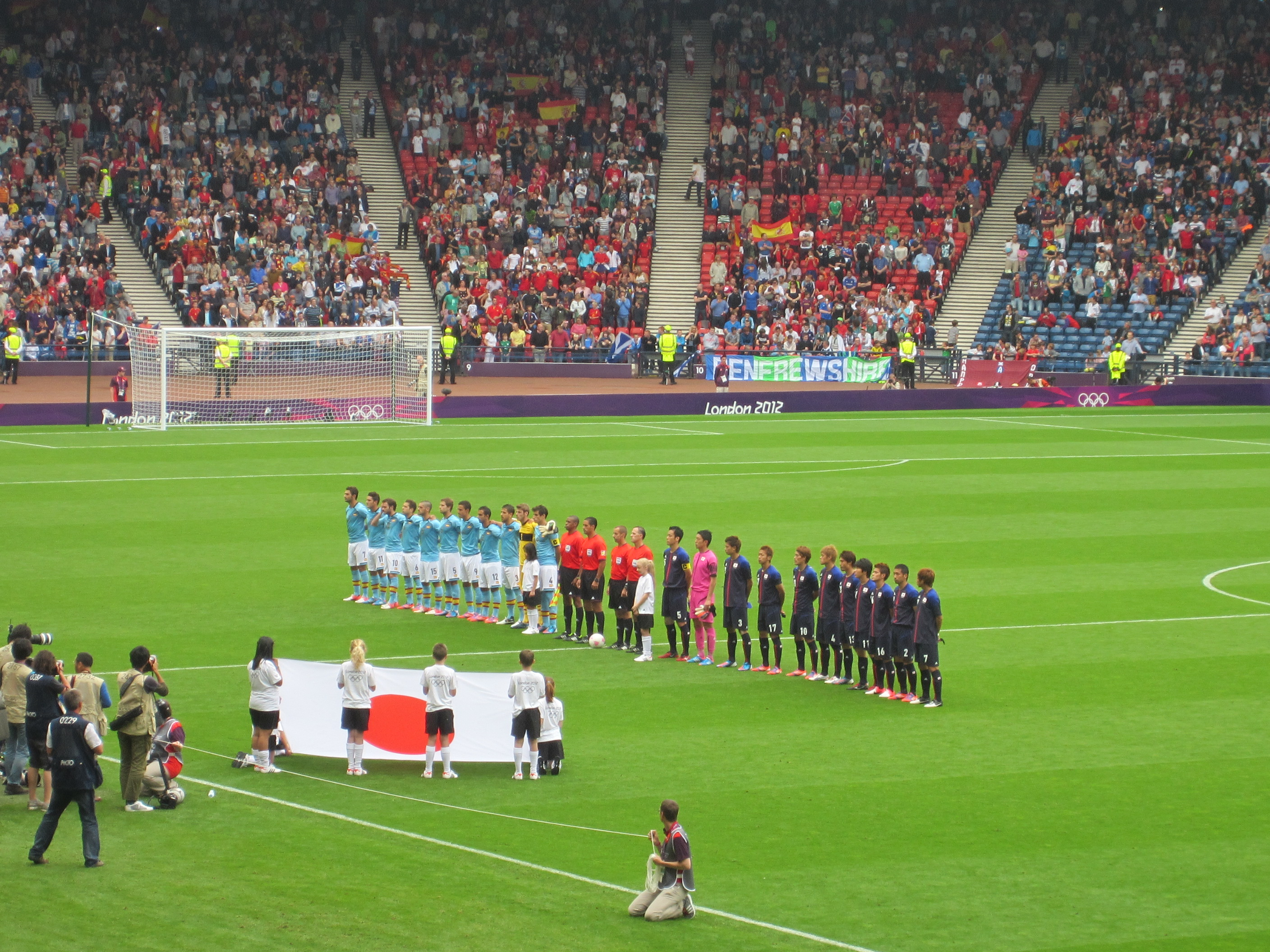

Het Spaans olympisch voetbalelftal is de voetbalploeg die het Spanje vertegenwoordigt op het mannentoernooi van de Olympische Spelen.

## 1920-1928: Spaans elftal
Het Spaans elftal speelde haar allereerste officiële wedstrijd op de Olympische Spelen 1920 in Antwerpen. Door een 1-0-overwinning op Denemarken werd de kwartfinale gehaald, waarin met 3-1 van België werd verloren. Omdat via het Bergvall-systeem werd gespeeld kon Spanje alsnog de zilveren medaille winnen. Tijdens de Olympische Spelen 1924 in Parijs was Italië in de voorronde met 1-0 te sterk. Vier jaar later in Amsterdam was Italië in de kwartfinale opnieuw de tegenstander, maar na verlenging was de wedstrijd nog steeds onbeslist (1-1). In de replay bleek Italië met een 7-1 echter toch duidelijk de beste.

## 1968-1980 Spaans amateurelftal
Het zou tot de Olympische Spelen in Mexico 1968 duren voordat Spanje weer aan een olympisch voetbaltoernooi zou deelnemen. Intussen was het betaald voetbal in Spanje al lang ingevoerd, zodat het Spaans amateurelftal op de spelen uitkwam, en in de kwartfinales door gastland Mexico werd uitgeschakeld. Zowel in 1976 als in 1980 werd Spanje in de eerste ronde uitgeschakeld.

## 1984 en 1988: Spaans olympisch elftal
In de jaren 70 begon het IOC het amateurprincipe langzaamaan los te laten. Vanaf 1984 mochten ook niet-amateurs deelnemen, met voor Europa en Zuid-Amerika de beperking dat spelers die één of meerdere volledige WK-wedstrijden (incl. kwalificatiewedstrijden) hadden gespeeld niet meer speelgerechtigd waren. De Spaanse voetbalbond richtte een speciaal olympisch elftal op, waarvoor spelers als Emilio Butragueño en Eusebio Sacristán werden geselecteerd. Kwalificatie kon deze ploeg echter niet afdwingen.

## Sinds 1992: Jong Spanje
Sinds de Olympische Spelen 1992 in Barcelona geldt voor mannen dat ze maximaal 23 jaar mogen zijn (met 1 januari van het olympisch jaar als peildatum). Als gastland was Spanje automatisch geplaatst. Door een doelpunt in de laatste minuut van de finale van Kiko werd de gouden medaille gewonnen. In 1996 was Argentinië in de kwartfinale met 4-0 te sterk. In 2000 werd de finale gehaald, die na strafschoppen door Kameroen werd gewonnen.